# Labus crassinoda
Labus crassinoda är en stekelart som först beskrevs av Cameron 1910.  Labus crassinoda ingår i släktet Labus och familjen Eumenidae. Inga underarter finns listade i Catalogue of Life.